# Бруе (Калвадос)
Бруе (фр. Brouay) насеље је и општина у северној Француској у региону Доња Нормандија, у департману Калвадос која припада префектури Кан.
По подацима из 2011. године у општини је живело 473 становника, а густина насељености је износила 118,84 становника/km². Општина се простире на површини од 3,98 km². Налази се на средњој надморској висини од 60 метара (максималној 84 m, а минималној 50 m).

## Демографија
| 1962. | 1968. | 1975. | 1982. | 1990. | 1999. | 2011. |
| ----- | ----- | ----- | ----- | ----- | ----- | ----- |
| 246   | 277   | 256   | 238   | 239   | 320   | 473   |

График промене броја становника у току последњих година